# Евгений Тарелкин
Евгени Игоревич Тарелкин (на руски: Евгений Игоревич Тарелкин; род. 29 декември 1974 в Первомайски) е руски космонавт
Тарелкин завършва Училище на Военновъздушните сили в Елск през 1996 г. и Центъра за подготовка на космонавти „Юрий Гагарин“ през 1998 г.
Той е участвал в мисия Союз ТМ-6 през 2003 г. като борден инженер.